# カストリニャーノ・デ・グレーチ
カストリニャーノ・デ・グレーチ（イタリア語: Castrignano de' Greci）は、イタリア共和国プッリャ州レッチェ県にある、人口約3,900人の基礎自治体（コムーネ）。

## 地理

### 位置・広がり

#### 隣接コムーネ
隣接するコムーネは以下の通り。
- バニョーロ・デル・サレント
- カンノレ
- カルピニャーノ・サレンティーノ
- コリリアーノ・ドトラント
- クルシ
- マルターノ
- メルピニャーノ